# 야드버즈
야드버즈(The Yardbirds)는 1963년 런던에서 결성된 영국의 록 밴드다. 밴드의 핵심 라이업은 보컬리스트 겸 하모니카 주자 키스 렐프, 드럼 주자 짐 맥카시, 리듬 기타리스트/베이시스트 크리스 드레야, 베이시스트/프로듀서 폴 샘웰-스미스로 구성된다. 《롤링 스톤》 100대 기타리스트 상위 5위 내로 선정된 에릭 클랩튼과 지미 페이지, 제프 벡이 리드 기타리스트로서 재적하여 그들 경력을 출범시키는 데 공헌했다. 〈For Your Love〉, 〈Heart Full of Soul〉, 〈Shapes of Things〉, 〈Over Under Sideways Down〉 같은 곡들로 1960년대 동안 히트 행진을 연속했다.
블루스 기반의 밴드는 "시끌벅적"한 기악 브릭으로 상징적이다. 야드버즈는 팝에서 선구자적 사이키델릭 록, 초기 하드 록까지의 장르까지 그 범위를 넓혔으며 피드백, 디스토션, "퍼즈톤" 등속 1960년대 중반 일렉트릭 기타 혁신에 이바지했다. 당대 음악과 차기의 장르 두 면에서 밴드의 영향은 웅대하고, 그들을 따르는 카운트 파이브, 섀도스 오브 나이트 같은 모방자도 많다. 록 평론가 및 역사가 일각은 야드버즈가 "사이키델릭 음악의 탄생"에 깊게 기여했고 펑크 록, 프로그레시브 록, 헤비 메탈 등등의 많은 장르에 파식했다고 비평한다. 1968년의 밴드 해산 뒤 렐프와 매카시는 르네상스를 조직하고 기타리스트 지미 페이지는 레드 제플린을 조직한다.
1992년 로큰롤 명예의 전당에 입성한다. 《롤링 스톤》 "역대 최고의 아티스트 100인"에서 89위로 지정되고 VH1 100대 하드 록 아티스트에서 37위로 지정된다.
야드버즈는 1990년대에 원년 멤버 드럼 주자 짐 매카시와 리듬 기타리스트/베이시스트 크리스 드레야가 소속된 형태로 재결성되었다. 드레야는 2012년 탈퇴하고 매카시가 현재 라인업에서는 유일한 원년 멤버다.

## 음반 목록
- Five Live Yardbirds (1964년)
- For Your Love (1965년)
- Having a Rave Up with the Yardbirds (1965년)
- Roger the Engineer (1966년)
- Little Games (1967년)
- Birdland (2003년)